# Lannévez
Lannévez est une ancienne commune française.

## Histoire
La paroisse de Lannévez, enclavée dans l'évêché de Saint-Brieuc faisait partie du doyenné de Lanvollon relevant de l'évêché de Dol et était sous le vocable de saint Jacques.
- avant 1664 : devient une trève de Perros-Hamon

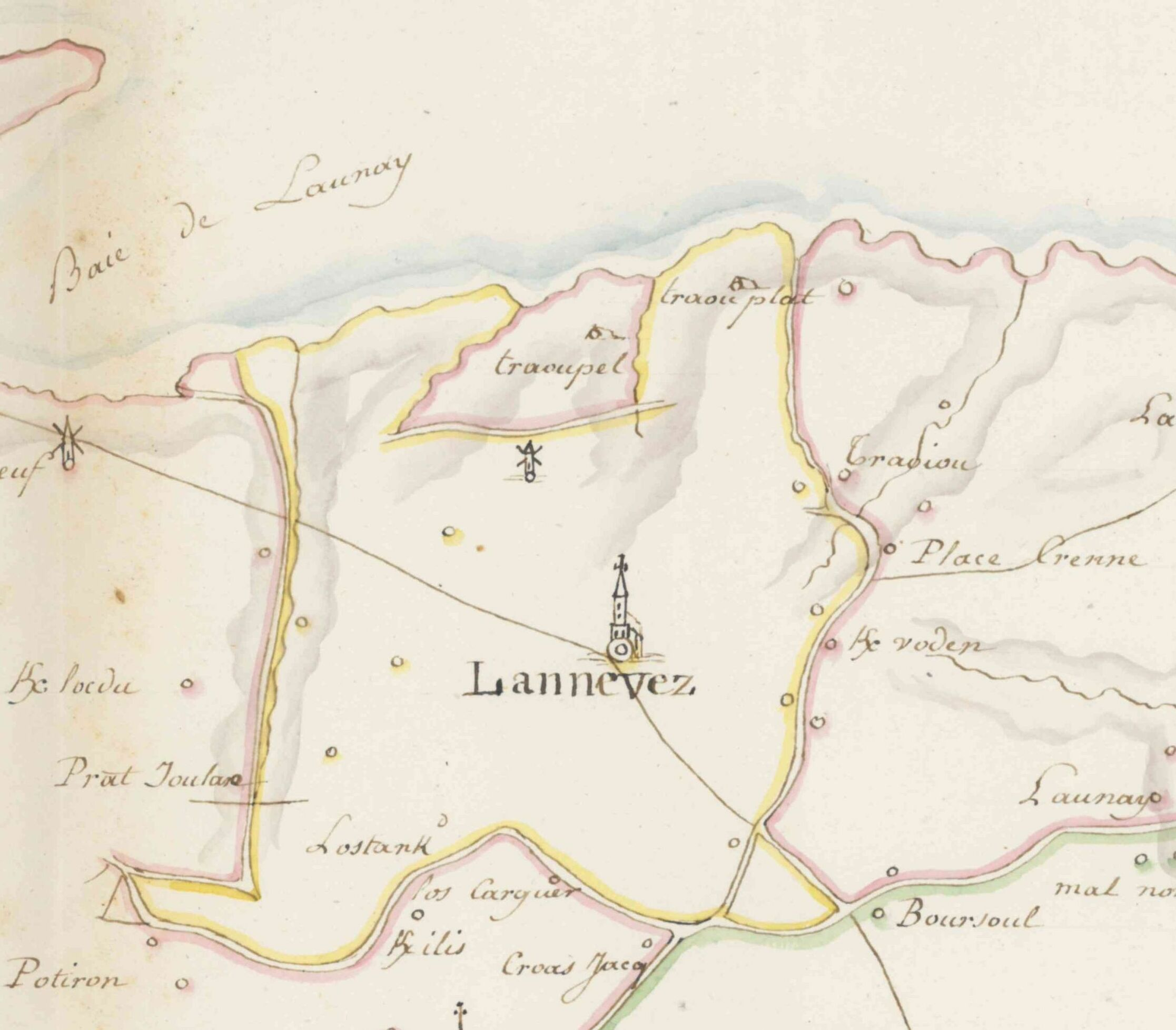
Limites territoriales de Lannévez avant la fusion (1824)

- 1790 : érigée en commune
- 1824 : annexée à Ploubazlanec